# James Fowler
James Fowler (ur. 26 października 1980 w Stirling) – szkocki piłkarz występujący na pozycji obrońcy. W latach 2014–2016 prowadził Queen of the South.